# José Ademar Monteiro De Santana
José Ademar Monteiro De Santana, né le 6 février 1996, est un joueur brésilien de volley-ball qui évolue au poste de réceptionneur-attaquant.

## Carrière
Lors de sa première saison en Pologne (2020-2021), il dispute 26 matchs et inscrit 307 points avec le MKS Bedzin (11,8 points par match).
À la suite de la relégation de son équipe, il poursuivra dans l’élite avec le maillot du Cerrad Enea Czarni Radom pour la saison 2021-2022. Il dispute 21 matches et marque 139 points.À Radom, Santana retrouva son entraîneur de la saison précédente, Jakub Bednaruk.
Pour la saison 2022-2023, il rejoint le Tours VB. Lors cette saison, il remporte le doublé Coupe-Championnat. Peu utilisé, il repart à São José dos Campos au Brésil pour se relancer.

## Style de jeu
« Il a beaucoup de capacités en attaque et au service, il peut jouer des balles hautes, difficiles, mais il doit se perfectionner en réception » indique Marcelo Fronckowiak lors de son recrutement à Tours VB en 2022.

## Palmarès

### Compétitions de clubs
| Compétitions                  | Distinction                            | Période   |
| ----------------------------- | -------------------------------------- | --------- |
| Championnat de France Ligue A | Médaille d'or                          | 2023      |
| Coupe de France               | Médaille d'or                          | 2023      |
| Copa Libertadores             | Médaille de bronze                     | 2020      |
| Brazilian Cup                 | Médaille de bronze                     | 2020      |
| Brazilian Superliga B         | Médaille d'argent · Médaille de bronze | 2018 2016 |
| Carioca Championship          | Médaille d'or                          | 2020      |